# Bożena Czarnecka-Rej
Bożena Czarnecka-Rej – polski filozof, nauczyciel akademicki Wydziału Filozofii Katolickiego Uniwersytetu Lubelskiego Jana Pawła II.

## Wykształcenie i doświadczenie zawodowe
- 2000 – dr filozofii na podstawie pracy Zagadnienie cech specyficznych intuicjonistycznej logiki zdań (promotor: prof. dr hab. S. Kiczuk, recenzenci: prof. dr hab. T. Kwiatkowski, ks. prof. dr hab. J. Herbut),
- 1994 – mgr filozofii na podstawie pracy Syntaktyka oraz semantyka relacyjna i algebraiczna systemów logiki modalnej: T, S4 i S5 (promotor: prof. dr hab. S. Kiczuk, recenzent: dr A. Buczek),
- 1994-1998 studia doktoranckie na WF KUL (specjalność: logika),
- 1989-1994 studia magisterskie na WF KUL (specjalność: logika),
- 1984-1989 I LO im. K. Brodzińskiego w Tarnowie (profil matematyczno-fizyczny; laureatka olimpiady matematycznej i chemicznej).

Członkostwo w towarzystwach naukowych
- Towarzystwo Naukowe KUL (członek współpracownik) (2000-),
- Polskie Towarzystwo Semiotyczne (2000-).

Nagrody i stypendia
- 2002 Nagroda indywidualna II stopnia Rektora KUL za wkład w organizację badań naukowych na Wydziale Filozofii KUL,
- 2001 Nagroda indywidualna II stopnia Rektora KUL za przygotowanie dokumentów za lata 1997–2000, w oparciu o którą Komitet Badań Naukowych przyznał Wydziałowi Filozofii KUL najwyższą kategorię,
- 2000 Nagroda Rektora KUL za pracę doktorską,
- 2000 Stypendium GFPS – wakacyjny kurs języka niemieckiego, Konstanz.

## Zainteresowania naukowe
- filozofia logiki,
- logiki nieklasyczne (modalna, intuicjonistyczna, epistemiczna, wielowartościowa, rozmyta),
- metalogika.

## Prace
- Uwagi o modalnościach „de dicto” i modalnościach „de re”, Roczniki Filozoficzne 43 (1995), z. 1, s. 53–69.
- O związkach między uproszczoną semantyką S. Kripkego dla systemów logiki modalnej a ujęciem algebraicznym syntaktyki tych systemów i ich semantyki, Roczniki Filozoficzne 43 (1995), z. 1, s. 71–108.
- Modalność a rzeczywistość, Zeszyty Naukowe KUL 38 (1995), nr 3-4, s. 85–107.
- Remarks on Modalities „de dicto” and „de re”, Studies in Logic and Theory of Knowledge 4 (1997), s. 175–191.
- Intuicjonistyczna logika zdań a inne rachunki zdaniowe w ujęciu niektórych autorów, Roczniki Filozoficzne 46-47 (1998-1999), z. 1, s. 89–109.
- Zagadnienie nieobowiązywalności prawa wyłączonego środka w intuicjonistycznym rachunku zdań, Roczniki Filozoficzne 46-47 (1998-1999), z. 1, s. 111–132.
- Jana Łukasiewicza ujęcie intuicjonistycznego rachunku zdań, Roczniki Filozoficzne 48 (2000), z. 1, s. 223–238.
- Zasada wyłączonego środka a logika intuicjonistyczna, Filozofia Nauki 31-32 (2000), s. 45–53.
- Kilka uwag o przedmiocie logiki intuicjonistycznej, Roczniki Filozoficzne 49 (2001), z. 1, s. 151–165.
- Jan Łukasiewicz’s Conception of the Intuitionistic Propositional Calculus, Studies in Logic and Theory of Knowledge 5 (2002), s. 105–119.
- A Few Remarks on the Subject of Intuitionist Logic, Studies in Logic and Theory of Knowledge 6 (2006), s. 67–80.
- Stosowalność logik wielowartościowych, Filozofia Nauki 15 (2007), nr 2, s. 75–93.
- Uwagi o Susan Haack rozumieniu filozofii logiki, Roczniki Filozoficzne 55 (2007), s. 23–46.